# 斯柯达野帝
斯柯达野帝（Škoda Yeti）是一款五门五座紧凑型SUV，由捷克汽车制造商斯柯达生产，以传说生物雪怪命名。该款车在2009年5月的日内瓦车展首发，也是斯柯达首次涉足热销的SUV市场。
2013年，野帝在中国投产，由上海大众负责。2017年停產，共生產91,391輛，之後被取代。

## 款式

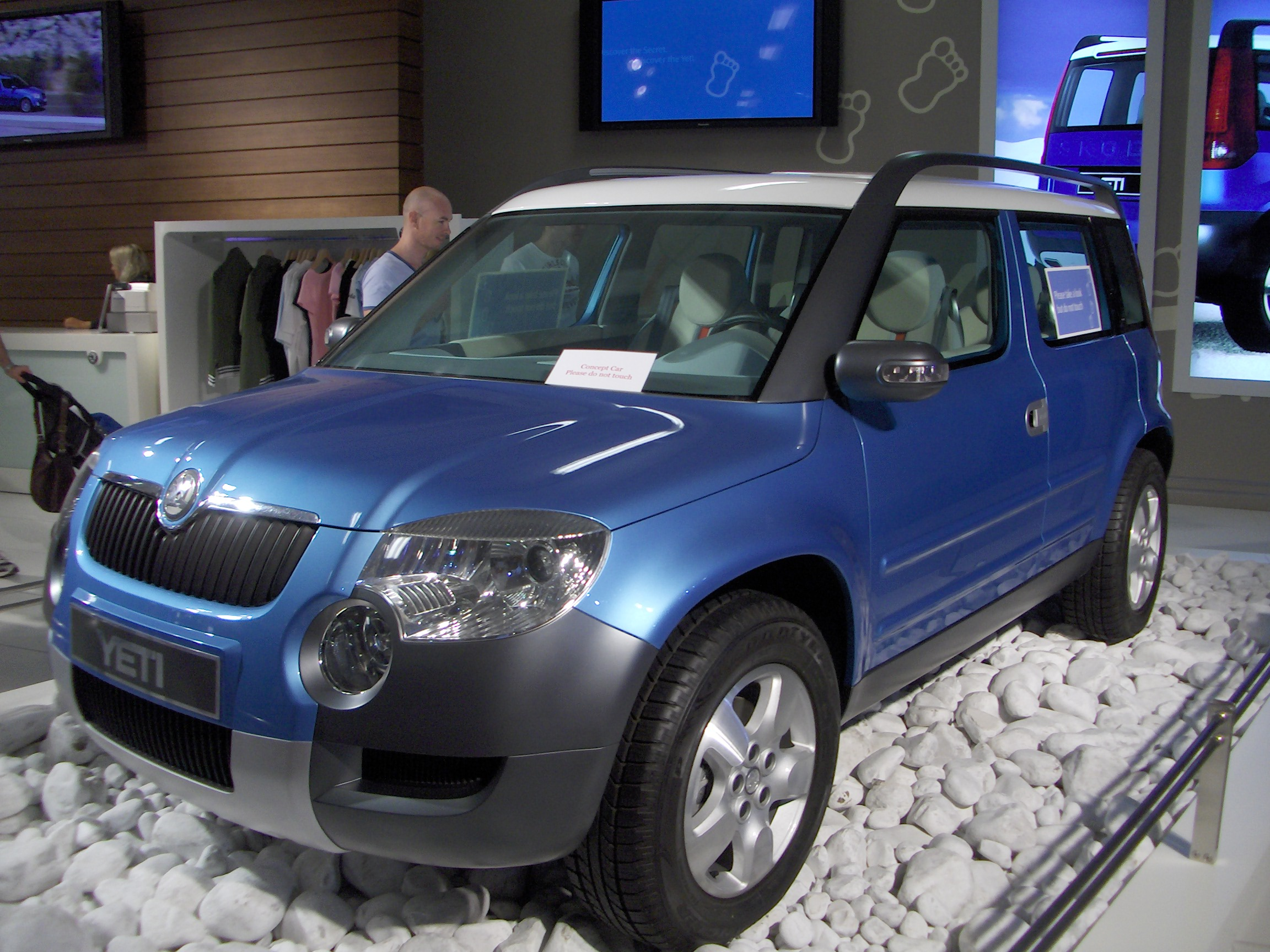
量产前的斯柯达野帝概念车

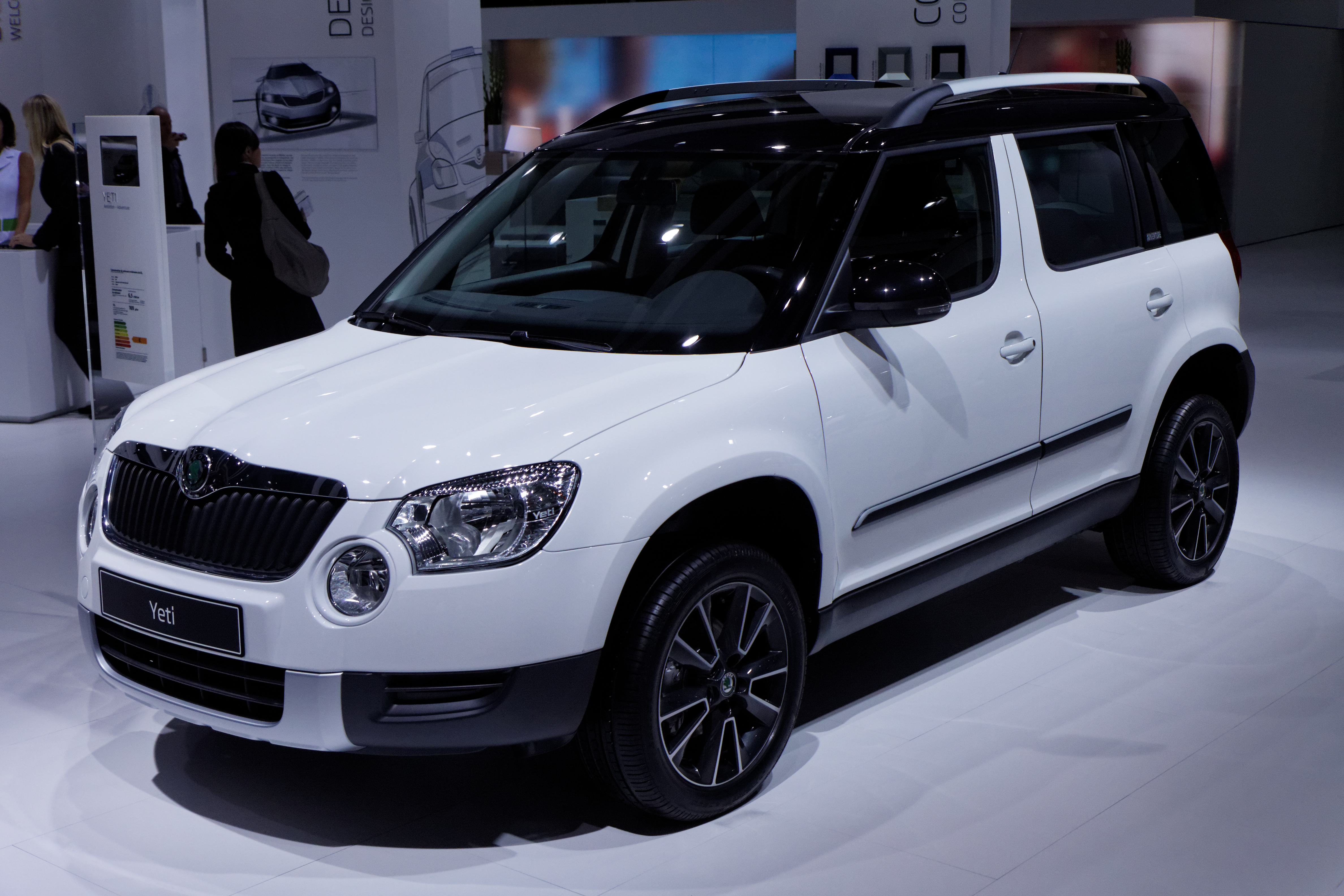
Škoda Yeti

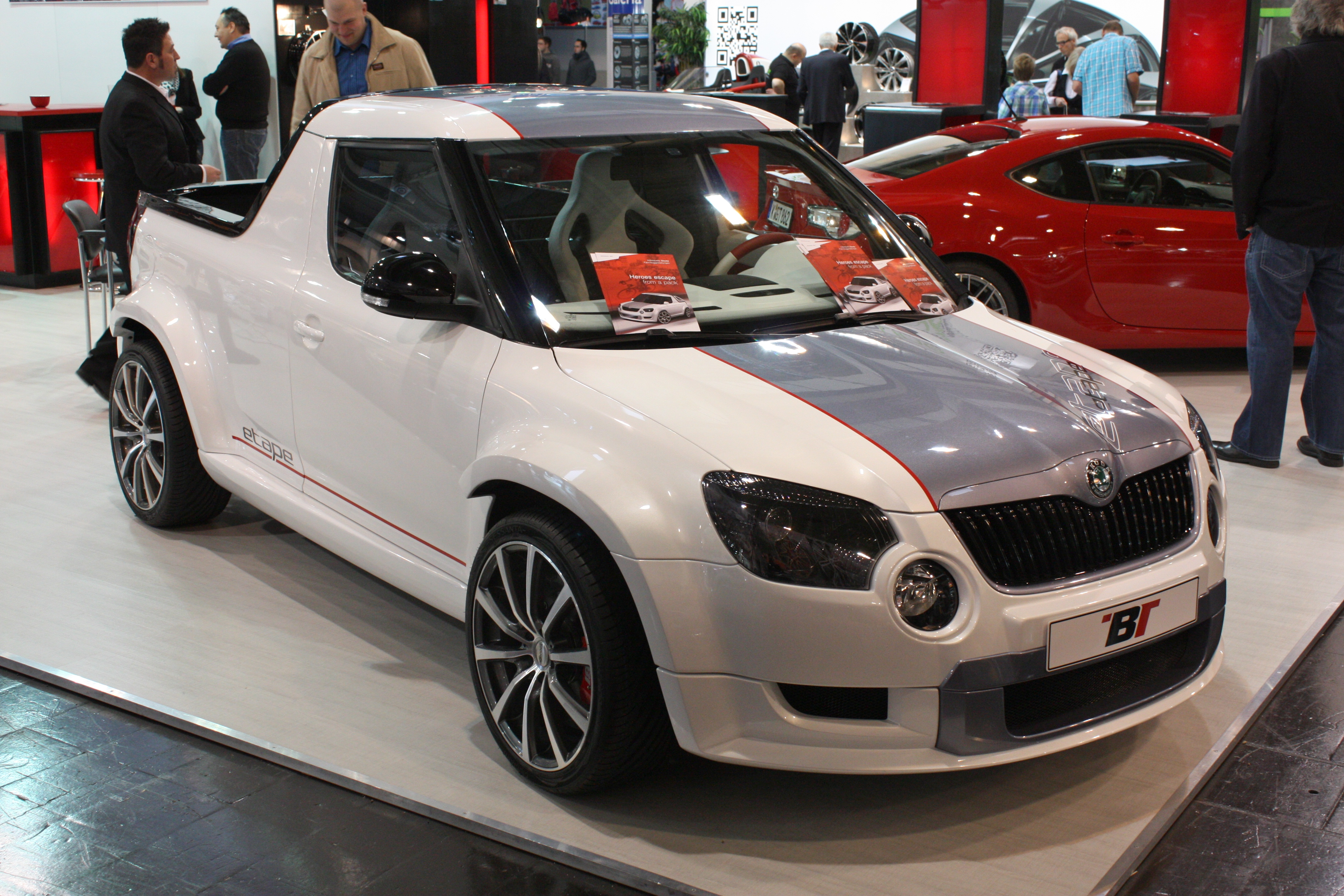
Škoda Yeti皮卡版

在大部分的欧洲地区，野帝分成三个不同的款式，分别是「Experience」、「Ambition」、「Track」 (部分地区称「Active」)。在英国分为 E, S, SE, SE Plus 和 Elegance五款。在印度，提供「Active」、「Ambition」(又称「Ambiente」) 和「Elegance」。 在启用了「VarioFlex」弹性后座系统后，增加了Yeti的内部储物空间，使其最大行李箱空间可从405公升（14.3立方英尺）扩展至1,760公升（62.2立方英尺）。

## 获奖与评价
自2009年首发以来，野帝在公众与媒体间得到了不少好评，得到了不少令人垂涎的汽车奖项。野帝在2009年被Top Gear杂志评选为“年度最佳家庭用车”。根据欧洲年度风云车网站显示，野帝在2010年的评选中名列第四。英国畅销汽车周刊《Auto Express》授予年度大奖。野帝在2011年间也从Total Offroad杂志获得了多项大奖。直至2011年4月，野帝一直蝉联Honest John车评网最热门的搜索车型，并被评为第一款Honest John年度车。
2011年，野帝出现在知名汽车电视节目BBC英国疯狂汽车秀（Top Gear）中，主持人吉米·克拉克森（Jeremy Clarkson）声称野帝或许是世界上最好的车，并在节目中花了20分钟的时间让野帝通过一系列的挑战来证明这一点。 因为这期节目，大量的访问导致斯柯达英国官方网站暂时下线，且野帝一时成为Twitter上的热门关键词。